# حسن بير

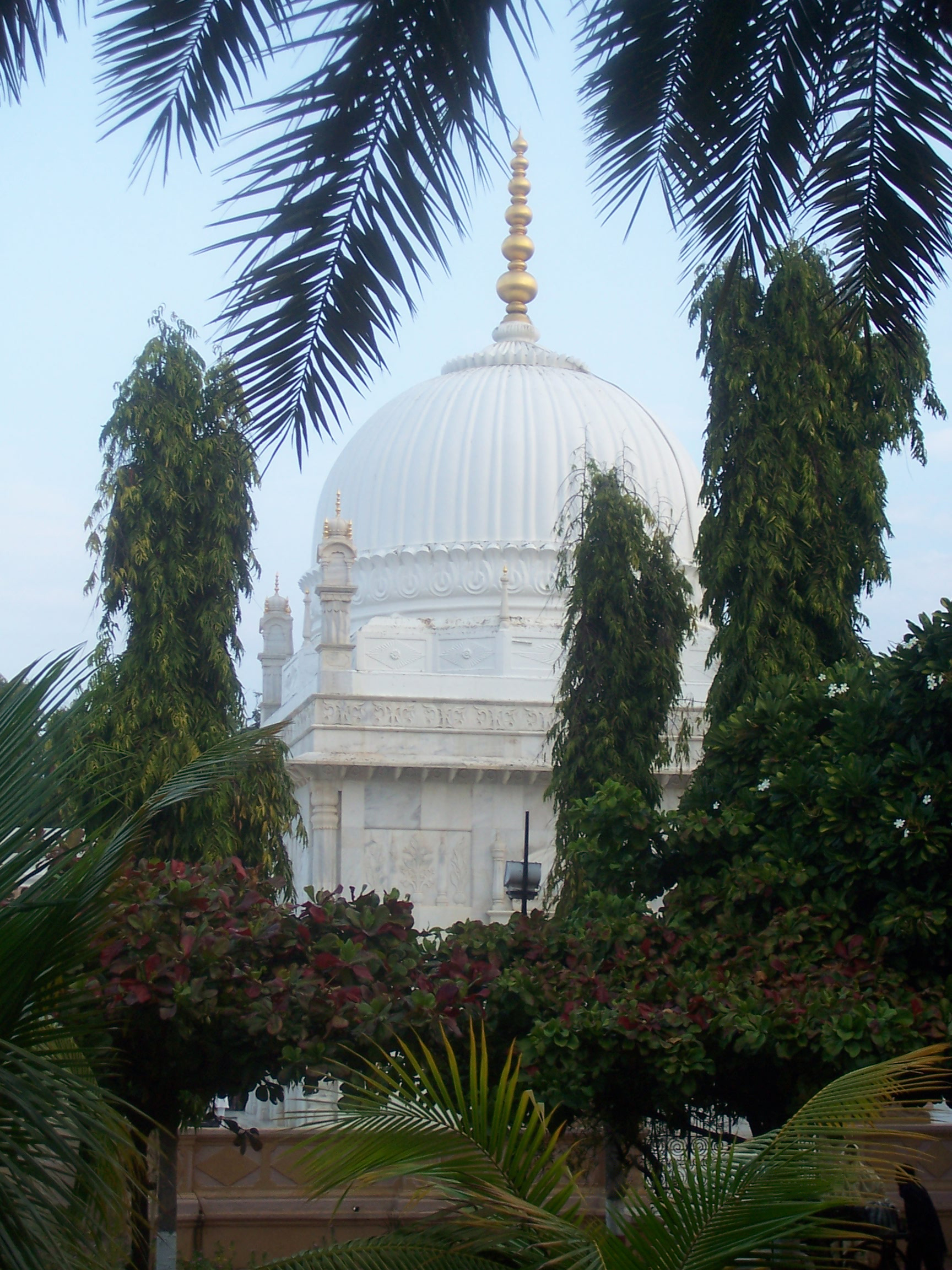
ضريح حسن بير، أحد القادة الأوائل للحركة الإسماعيلية الفاطمية في الهند.

سيدي حسن بير كان أحد الأولياء الإسماعيليين الطيبيين في القرن الرابع عشر في الهند. وكان حسن بير خامس ولاة الهند نيابة عن الداعي المطلق الطيبي الإسماعيلي في اليمن. وكان مشهورًا في بلاط سلطان باتان، في عهد سلطان دلهي ناصر الدين محمد شاه الثالث ومن سلالة مولاي بهارمال. استشهد في 23 محرم 795 هـ / 1392 م، ويقع ضريحه في دينمال/دلمال، غوجارات.

## النسل
تظهر علاقة عائلية مع مولاي بهارمال ودعاة البهرة الداودية. فقد كان من نسل مولاي بهارمال وزير الملك جاياسيمها سيدهاراجا. وهو جد داعي البهرة الداودية: الداعي سيدنا إسماعيل بدر الدين الرابع والثلاثون، والداعي سيدنا عبد الطيب زكي الدين الخامس والثلاثون، والدعاة سيدنا إسماعيل بدر الدين، وعبد الطيب زكي الدين، ويوسف نجم الدين، وعبد علي سيف الدين ومحمد بدر الدين.

## معرض الصور

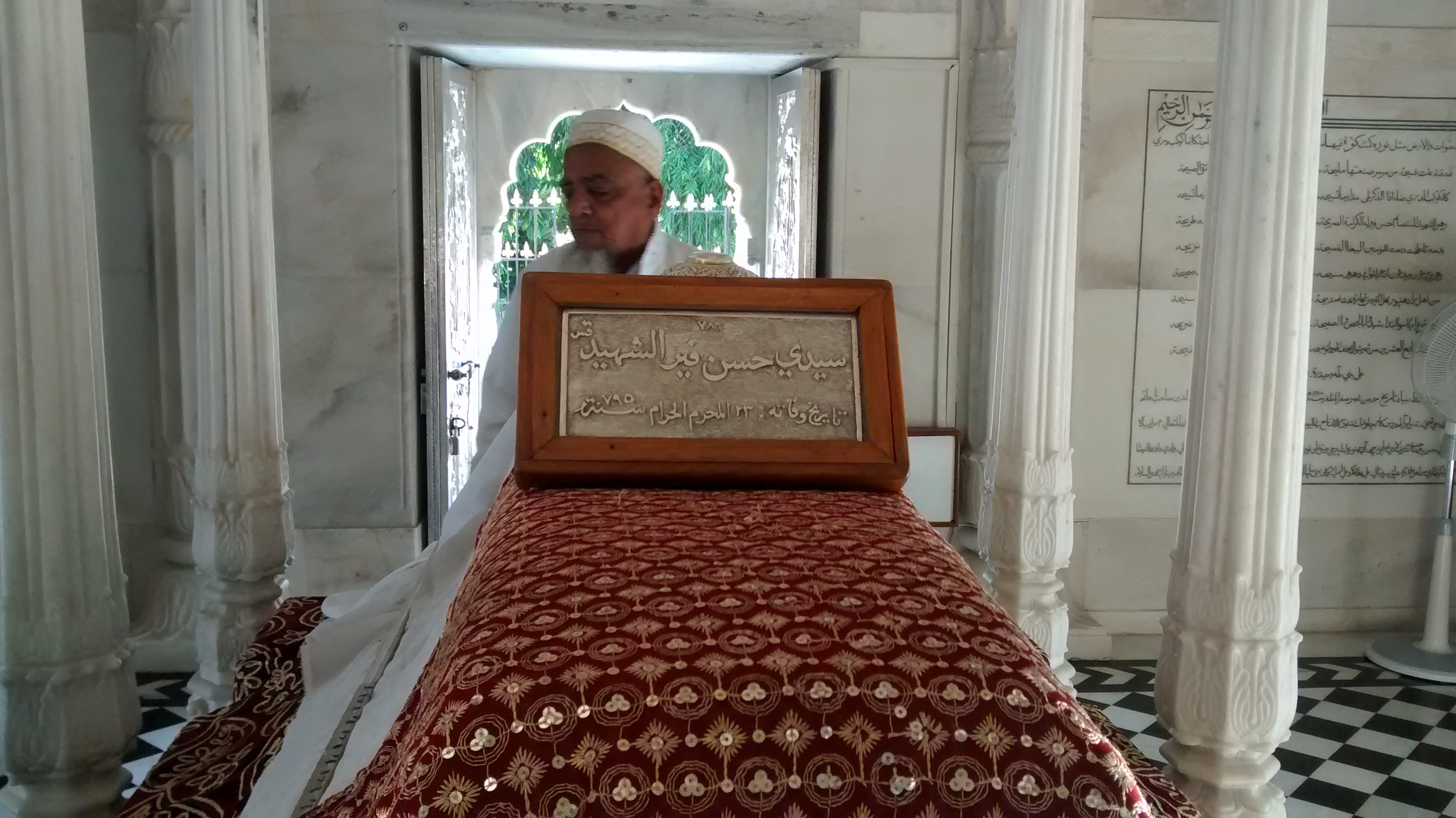
قبر مولاي حسن بير
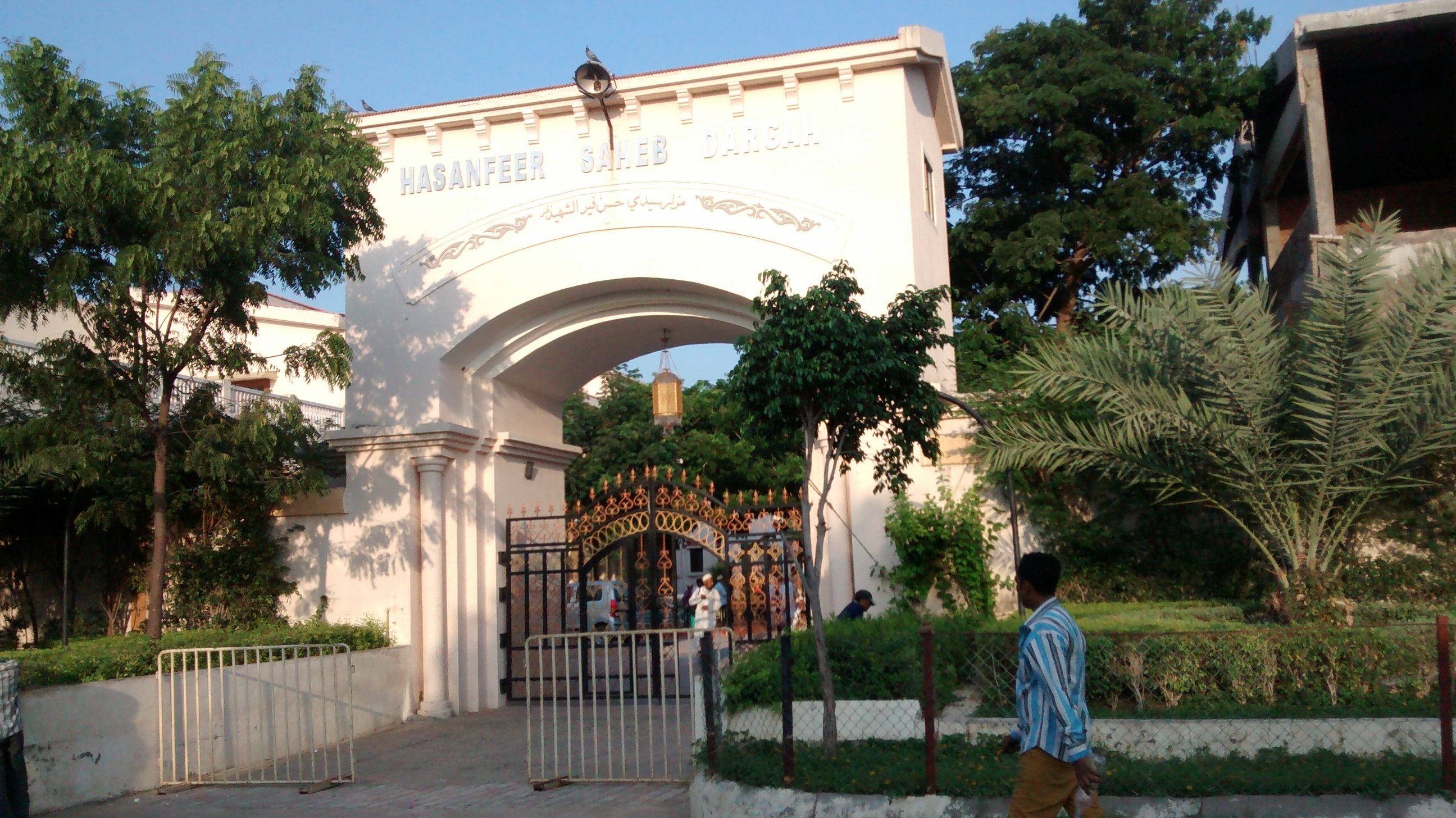
المدخل الرئيسي، مجمع حسن بير دارغا
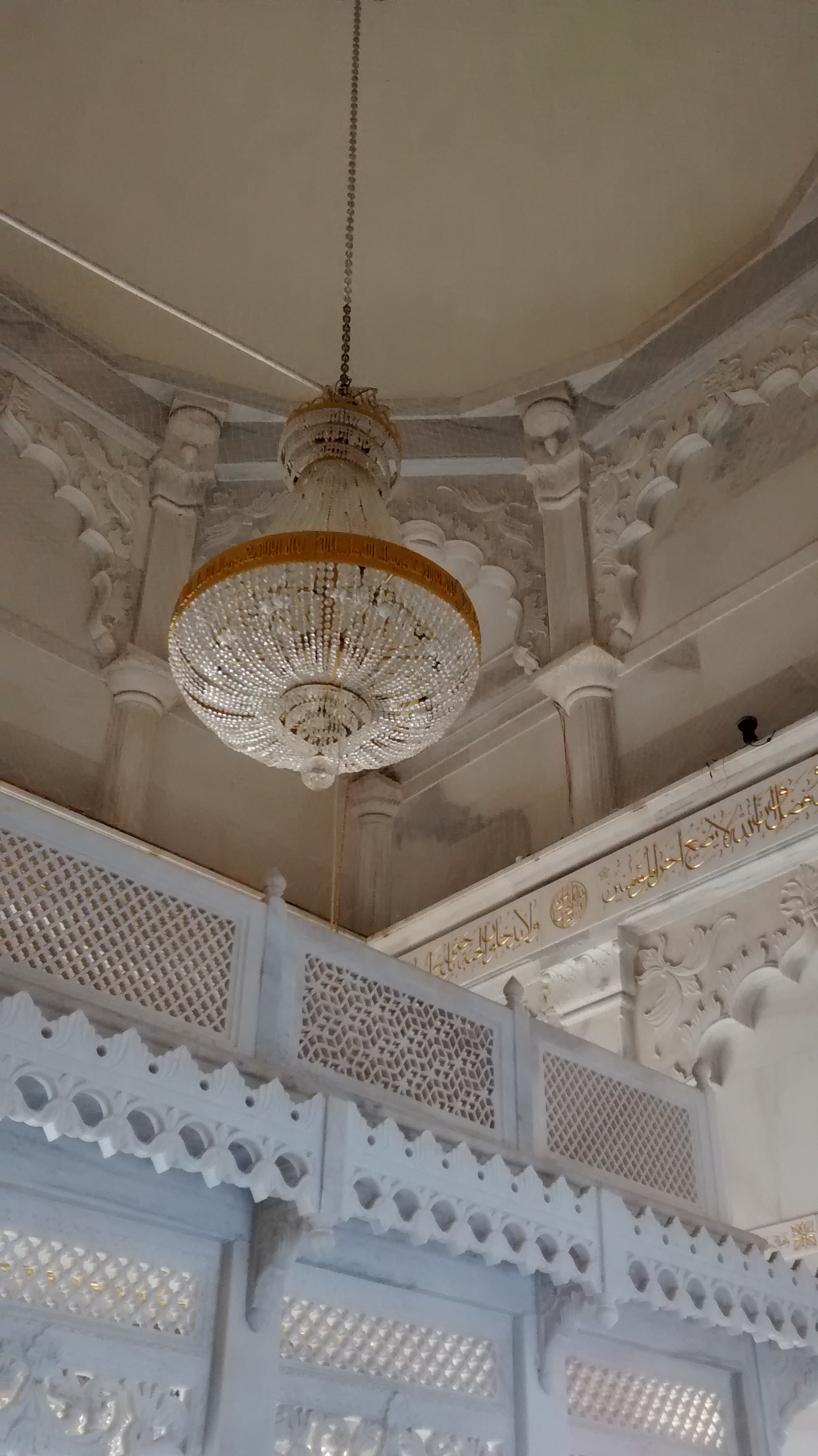
ضريح داخلي حسن بير
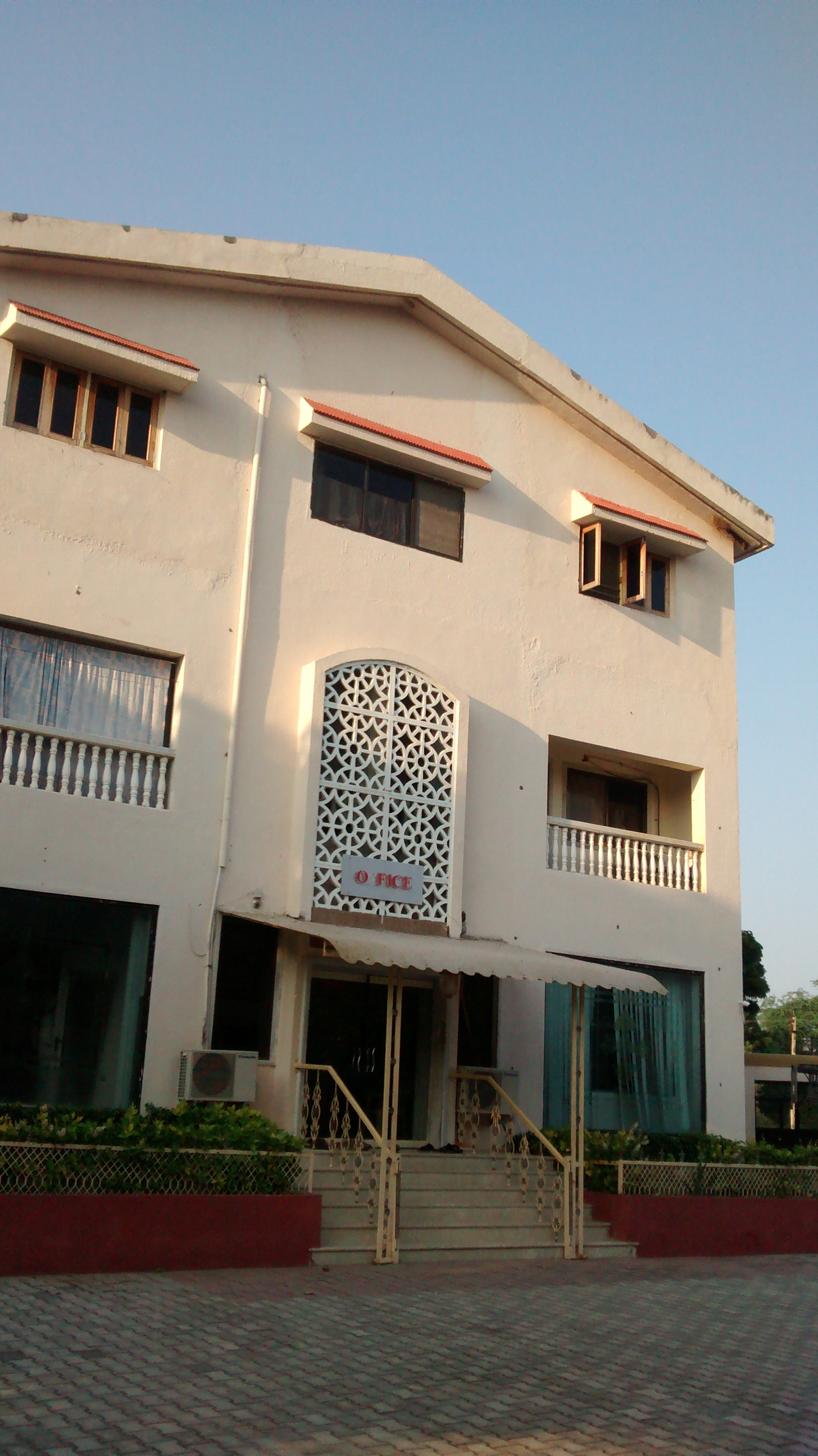
مكتب حسن بير دارغا
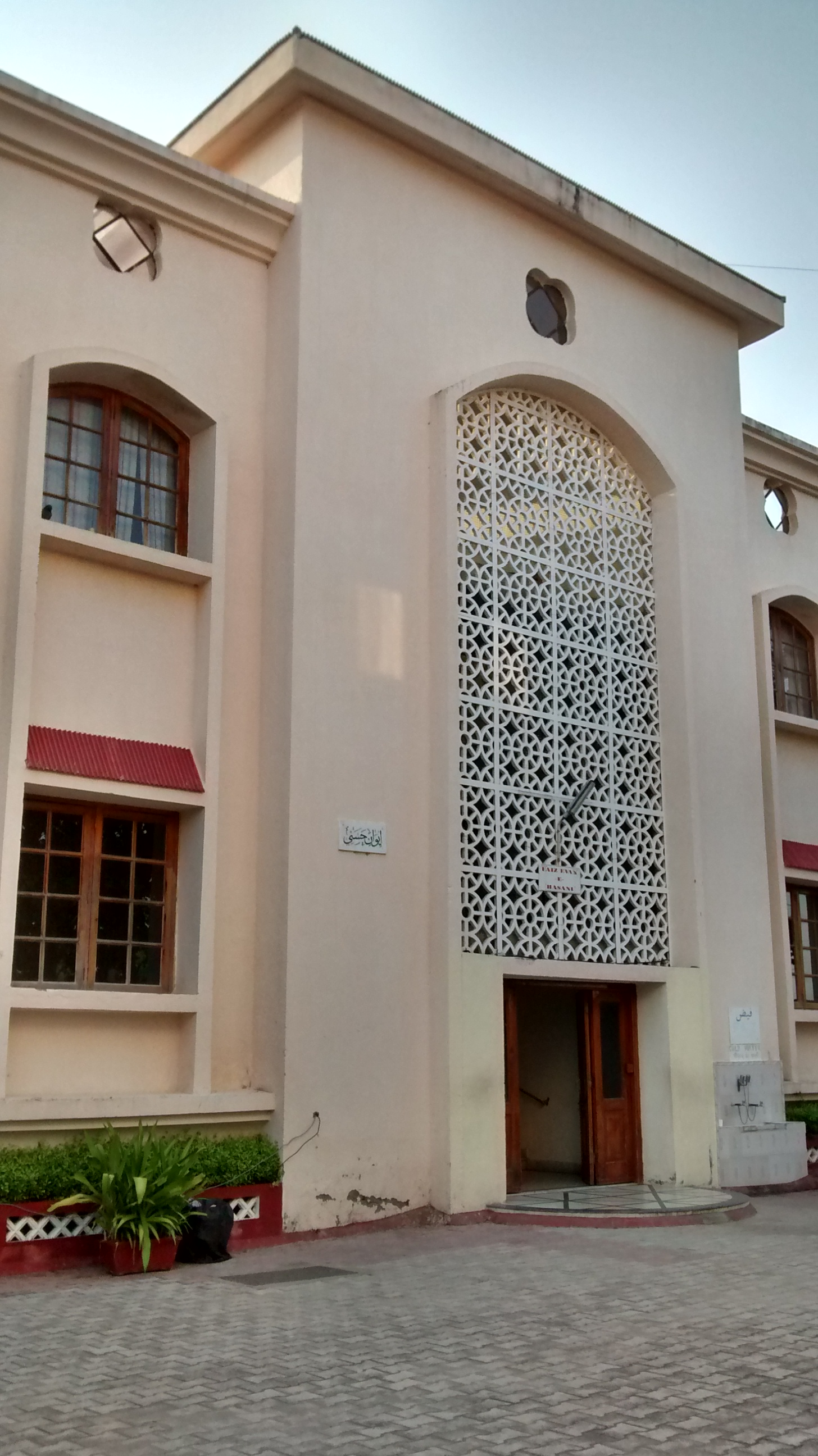
قاعة الطعام (موائد)، حسن بير دارغا
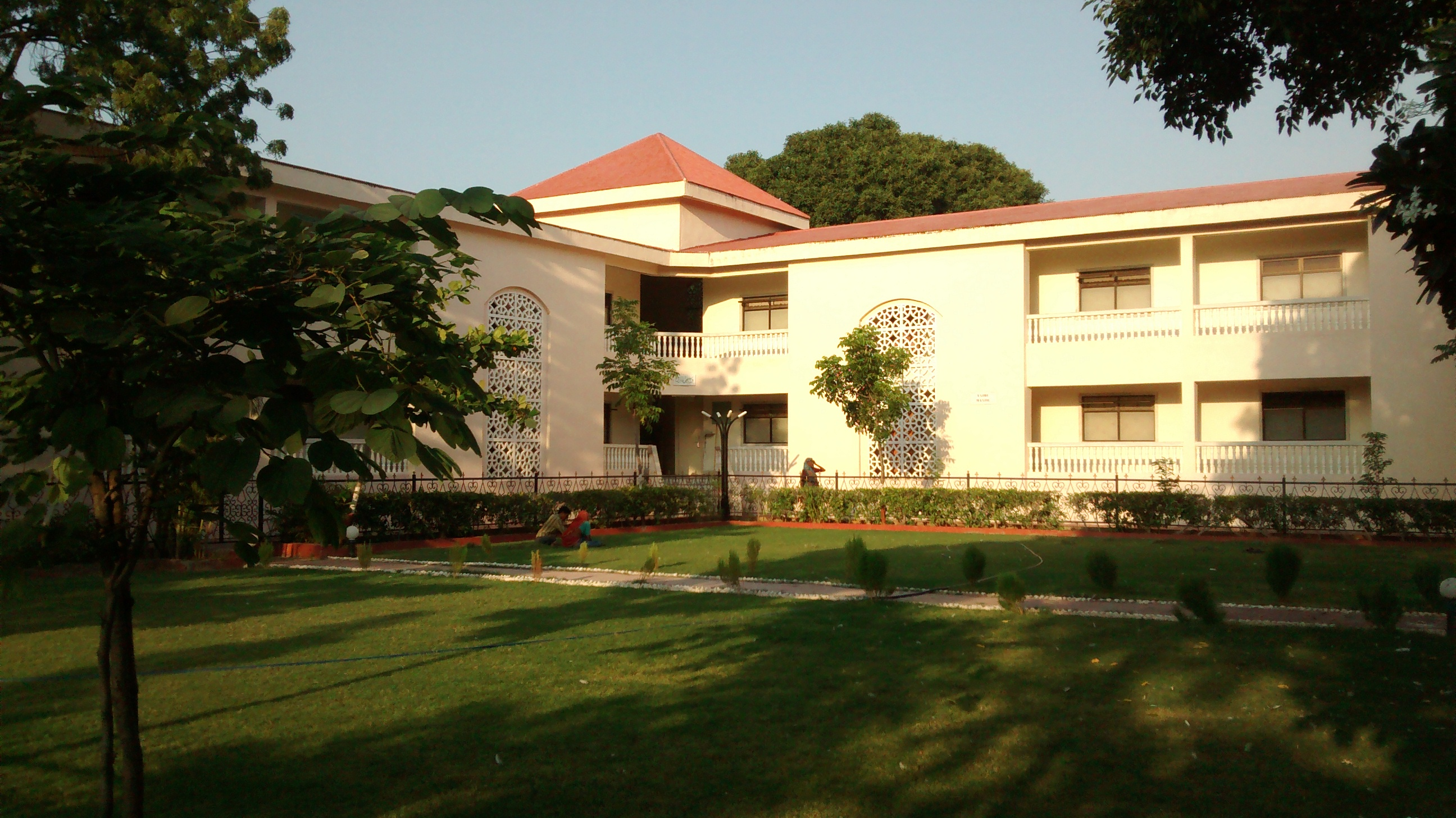
بانجلو سكني للزوار
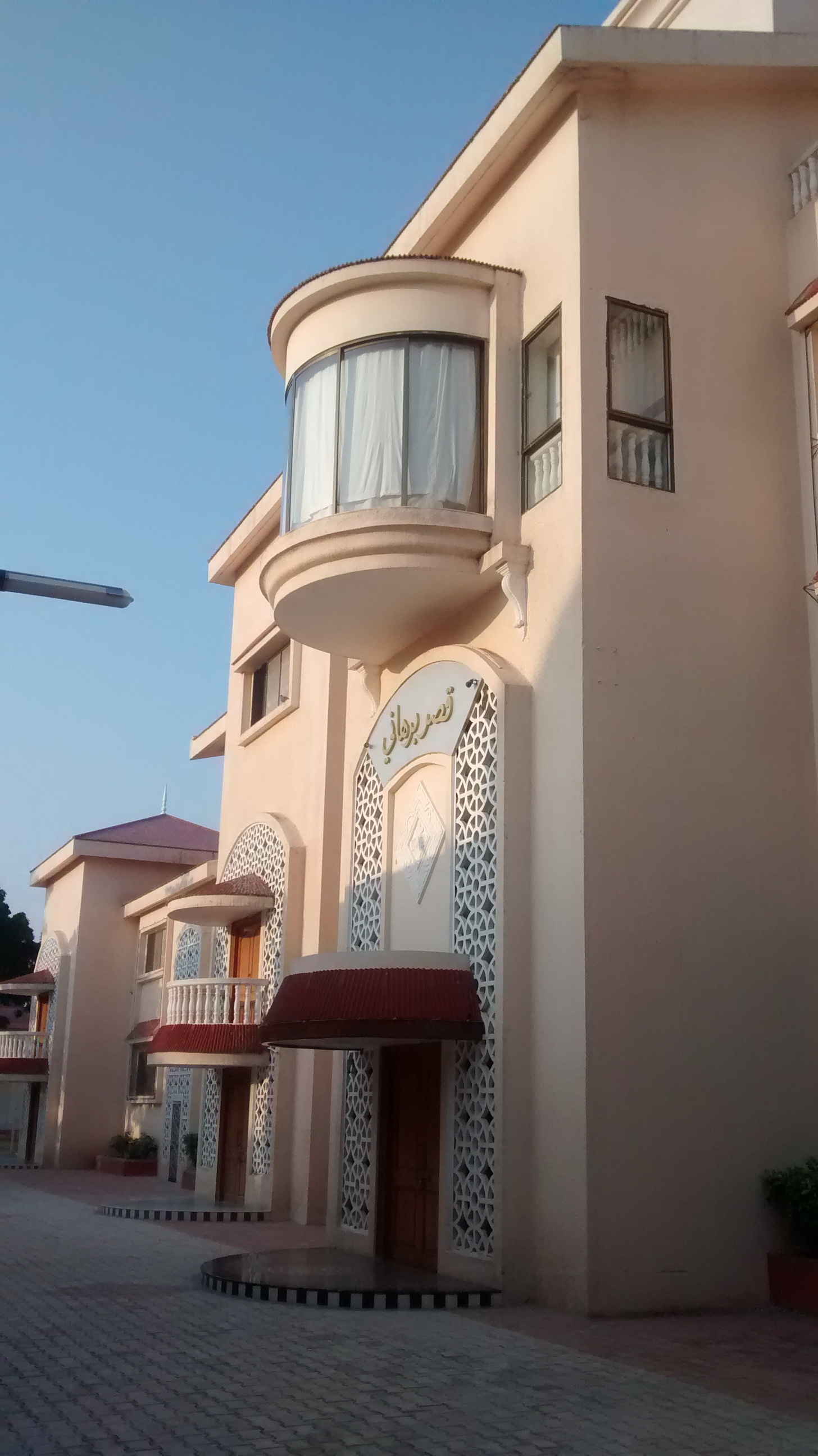
كشري برهاني
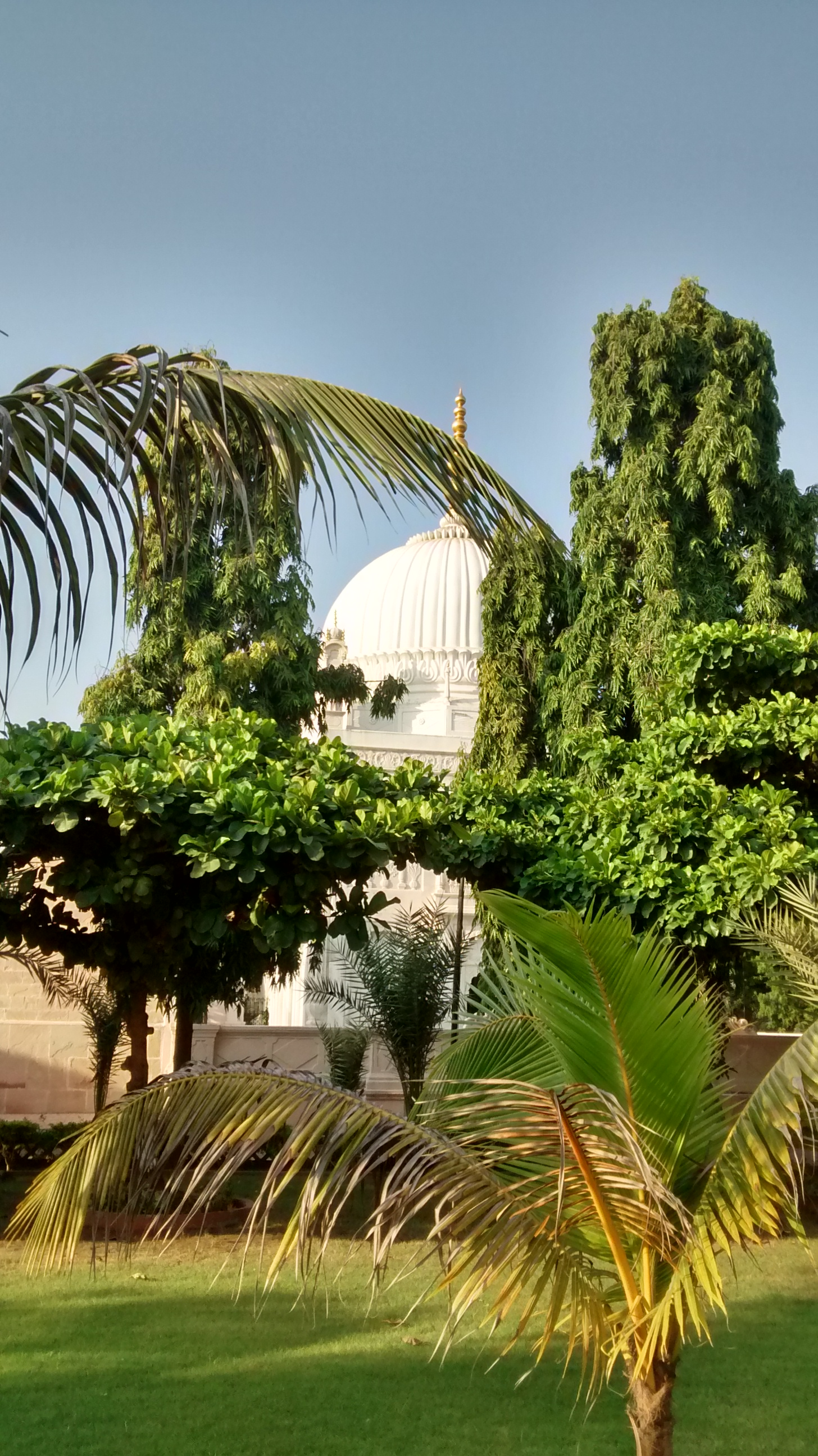
حديقة حسن بير